# Einsetzungsworte
Als Einsetzungsworte oder Einsetzungsbericht bezeichnet man den Teil der evangelischen Abendmahlsfeier oder des eucharistischen Hochgebetes in der katholischen Messe, in dem vom Handeln und Reden Jesu beim letzten Abendmahl die Rede ist. Dabei werden die Einsetzungsworte (verba institutionis) Jesu in einer biblischen oder liturgisch redigierten Fassung zitiert.

## Einsetzungsberichte im Neuen Testament
Einsetzungsworte zum Abendmahl sind in den drei synoptischen Evangelien und im ersten Brief des Apostels Paulus an die Gemeinde in Korinth zu finden. Trotz Abweichungen im Detail zeigen sie eine große Übereinstimmung, was auf eine vorliegende Tradition verweist. Man spricht deshalb auch von Abendmahlsparadosis (von gr. paradosis „Überlieferung“). Ferdinand Hahn vermutet, dass Jesus von Nazareth die Kurzform des Brotwortes „Das ist mein Leib“ gebrauchte und damit seinen bevorstehenden Tod deutete; das Kelchwort bei Jesus sei dagegen der Ausblick auf die zukünftige Mahlgemeinschaft im Reich Gottes. Die Einsetzungsworte, so wie sie jetzt im Neuen Testament stehen, bieten eine zweifache Interpretation des Todes Jesu: als Versöhnung und als Stiftung eines neuen Bundes mit Gott. Lukas und Paulus verbinden das Versöhnungsmotiv mit dem Brotwort, das Bundesmotiv mit dem Kelchwort. Matthäus und Markus verbinden Versöhnung und Bund mit dem Kelchwort; bei Matthäus findet sich außerdem das Motiv, dass Jesu Tod die Vergebung der Sünden bewirke.
Jens Schröter betont, dass es Paulus im 1. Brief des Paulus an die Korinther nicht um eine Liturgie des christlichen Kultmahls gehe, sondern um die Art und Weise, wie man das Mahl feiern soll: „gemeinsam essen, gerecht verteilen, aufeinander warten.“ Ein an den Einsetzungsworten orientierter Ablauf des christlichen Kultmahls, an den Paulus die Korinther bei dieser Gelegenheit erinnert hätte, ist nach Schröter nicht zu belegen. Angela Standhartinger vermutet, dass die Einsetzungsworte auf rituelle Totenklagen um Jesus zurückgehen. Antike Totenklagen enthielten typischerweise die Erinnerung an das Leben des Verstorbenen, und Essen und Trinken stellten Gemeinschaft der Trauernden mit ihm her.
| Matthäus 26,26–28 | Markus 14,22–26 | Lukas 22,19–20 | 1. Brief an die Korinther 11,23–26 |
| --- | --- | --- | --- |
| | | Und er sagte zu ihnen: Ich habe mich sehr danach gesehnt, vor meinem Leiden dieses Paschamahl mit euch zu essen. 16 Denn ich sage euch: | |
| | | Ich werde es nicht mehr essen, bis das Mahl seine Erfüllung findet im Reich Gottes. 17 Und er nahm den Kelch, sprach das Dankgebet und sagte: 18 Denn ich sage euch: Von nun an werde ich nicht mehr von der Frucht des Weinstocks trinken, bis das Reich Gottes kommt. | |
| 26 Während des Mahls nahm Jesus das Brot und sprach den Lobpreis; dann brach er das Brot, reichte es den Jüngern und sagte:                                                 | 22 Während des Mahls nahm er das Brot und sprach den Lobpreis; dann brach er das Brot, reichte es ihnen und sagte:                                 | 19 Und er nahm Brot, sprach das Dankgebet, brach das Brot und reichte es ihnen mit den Worten: | Jesus, der Herr, nahm in der Nacht, in der er ausgeliefert wurde, Brot, 24 sprach das Dankgebet, brach das Brot und sagte: |
| Nehmt und esst; das ist mein Leib. | Nehmt, das ist mein Leib. | Das ist mein Leib, der für euch hingegeben wird. Tut dies zu meinem Gedächtnis! | Das ist mein Leib für euch. Tut dies zu meinem Gedächtnis! |
| 27 Dann nahm er den Kelch, sprach das Dankgebet und reichte ihn den Jüngern mit den Worten:                                                                                 | 23 Dann nahm er den Kelch, sprach das Dankgebet, reichte ihn den Jüngern und sie tranken alle daraus. 24 Und er sagte zu ihnen:                    | 20 Ebenso nahm er nach dem Mahl den Kelch und sagte: | 25 Ebenso nahm er nach dem Mahl den Kelch und sprach: |
| Trinkt alle daraus; 28 das ist mein Blut, das Blut des Bundes, das für viele vergossen wird zur Vergebung der Sünden.                                                       | Das ist mein Blut, das Blut des Bundes, das für viele vergossen wird.                                                                              | Dieser Kelch ist der Neue Bund in meinem Blut, das für euch vergossen wird. | Dieser Kelch ist der Neue Bund in meinem Blut. Tut dies, sooft ihr daraus trinkt, zu meinem Gedächtnis! |
| 29 Ich sage euch: Von jetzt an werde ich nicht mehr von der Frucht des Weinstocks trinken bis zu dem Tag, an dem ich mit euch von neuem davon trinke im Reich meines Vaters | Amen, ich sage euch: Ich werde nicht mehr von der Frucht des Weinstocks trinken bis zu dem Tag, an dem ich von neuem davon trinke im Reich Gottes. | siehe oben Vers 16–18 | 26 Denn sooft ihr von diesem Brot esst und aus dem Kelch trinkt, verkündet ihr den Tod des Herrn, bis er kommt. 27 Wer also unwürdig von dem Brot isst und aus dem Kelch des Herrn trinkt, macht sich schuldig am Leib und am Blut des Herrn. 28 Jeder soll sich selbst prüfen; erst dann soll er von dem Brot essen und aus dem Kelch trinken. 29 Denn wer davon isst und trinkt, ohne zu bedenken, dass es der Leib des Herrn ist, der zieht sich das Gericht zu, indem er isst und trinkt. 30 Deswegen sind unter euch viele schwach und krank und nicht wenige sind schon entschlafen. 31 Gingen wir mit uns selbst ins Gericht, dann würden wir nicht gerichtet. 32 Doch wenn wir jetzt vom Herrn gerichtet werden, dann ist es eine Zurechtweisung, damit wir nicht zusammen mit der Welt verdammt werden. 33 Wenn ihr also zum Mahl zusammenkommt, meine Brüder, wartet aufeinander! 34 Wer Hunger hat, soll zu Hause essen; sonst wird euch die Zusammenkunft zum Gericht. Weitere Anordnungen werde ich treffen, wenn ich komme. |

## Liturgische Texte der Alten Kirche
Eine als Brotbrechen bezeichnete Zeremonie wird bereits für das Urchristentum in der Apostelgeschichte genannt. Die liturgiegeschichtliche Forschung geht davon aus, dass es in den ersten Jahrhunderten keinen festen Text für die Liturgie gegeben habe, lediglich einen Rahmen, den der Zelebrant mit eigenen Worten ausgefüllt habe. Das Eucharistiegebet der Traditio Apostolica ist der möglicherweise älteste liturgische Text, in dem die Einsetzungsworte begegnen. Allerdings bietet die Traditio Apostolica besondere Datierungs- und Rekonstruktionsprobleme, da das griechische Original verloren ist und die erhaltenen Übersetzungen in verschiedene Sprachen deutlich voneinander abweichen.
Das Eucharistiegebet ist in zwei Übersetzungen der Traditio zu finden, einer lateinischen (als Palimpsest erhalten in einer Veroneser Handschrift des 4. Jahrhunderts) und in der äthiopischen aus dem 13. Jahrhundert. Das Eucharistiegebet besteht aus einem umfangreichen anamnetischen Dankgebet und angehängter Epiklese. Im Zentrum des anamnetischen Teils finden sich die Einsetzungsworte, grammatisch eingebunden in ein Satzgefüge, das Gott für das in Christus geschenkte Heil dankt. Das Brotwort und das Kelchwort werden dabei in direkter Rede formuliert. Dieser Einsetzungsbericht mit dem Gedächtnisauftrag, so Hans Bernhard Meyer, hat nicht nur narrativen Charakter, sondern ist zusammen mit dem Gedächtnisauftrag zu verstehen als „Grund und Ermächtigung für das kultische Gedächtnis des Herrenmahles“ und konstituiert die kultisch vergegenwärtigende sakramentale Zeichenhandlung. Gegenüber dem jüdischen Nachtischgebet, dem es formal verwandt ist, ist die Trennung vom gemeindlichen Sättigungsmahl vollständig vollzogen; zwischen dem Segensbrot beim Gemeindemahl und dem eucharistischen Brot wird sorgfältig unterschieden. Ausdrücklich heißt es in der Traditio Apostolica, dass das Hochgebet auch in anderer Form gesprochen werden kann.
Außer in der Traditio Apostolica ist die Integration der Einsetzungsworte in das Eucharistiegebet nur im Montserrat-Papyruscodex (PMontsRoca inv. 155a) aus dem 4. Jahrhundert bezeugt; daher ist eher unwahrscheinlich, dass Eucharistiegebete in vorkonstantinischer Zeit die Einsetzungsworte enthielten. Bei Justin dem Märtyrer ist die Kenntnis des Einsetzungsberichts notwendig, um die christliche Mahlfeier zu verstehen; dazu müssen die Einsetzungsworte aber nicht während der Mahlfeier rezitiert werden.
Die von Kaiser Konstantin bewirkte Kirchenfreiheit des Christentums führte zum Anwachsen von Zahl und Größe der Gemeinden; dies und die Lehrauseinandersetzungen im Bereich der Christologie und Trinitätslehre erforderten zunehmend festgelegte und einheitliche liturgische Ordnungen, um die Rechtgläubigkeit der Liturgie zu sichern. Nach Hans Bernhard Meyer ging die Entwicklung von Liturgien ohne Einsetzungsworte zu Liturgien, die indirekt auf sie anspielen, zur direkten Zitation der Herrenworte im anamnetischen Teil des Eucharistiegebets. Letzteres sei in allen Liturgien ab dem 4. Jahrhundert die Regel geworden. Dabei wurde der biblische Text um mimetische Elemente und Ehrfurchtsgesten erweitert und rituell ausgestaltet; nirgends wird einer der biblischen Texte direkt wiedergegeben. Jesus nahm das Brot in seine heiligen und ehrwürdigen Hände findet sich bereits früh in orientalischen Texten und ist in den östlichen Liturgien noch weiter ausgeschmückt. Dass Jesus die Augen zum Himmel erhob (westliche Liturgie), ist ein Anklang an die Brotvermehrung (Mt 14,19 ; vgl. auch Joh 11,41  und Joh 17,1 ). Festzustellen ist eine zunehmende symmetrische Parallelisierung der Abschnitte von Brot und Kelch, erklärbar durch „das Interesse des lauten, wohlabgewogenen Vortrags“ (Jungmann).
Mit der Anaphora der Apostel Addai und Mari hat sich eine archaische Form des Eucharistiegebets ohne Einsetzungsworte in der syrisch-chaldäischen Kirche bis in die Gegenwart erhalten.
| Traditio Apostolica | Montserrat-Papyruscodex |
| --- | --- |
| Als er sich freiwillig dem Leiden auslieferte, um den Tod aufzuheben, die Fesseln des Teufels zu zerreißen, die Unterwelt niederzutreten, die Gerechten zu erleuchten, eine Grenze zu ziehen und die Auferstehung kundzutun, nahm er Brot, sagte dir Dank und sprach: | Bevor er sich auslieferte, indem er Brot nahm, sagte er Dank, und er brach es, und er gab es seinen Jüngern, wobei er sagte: |
| Nehmt, esst, dies ist mein Leib, der für euch zerbrochen wird. | Nehmt, esst, dies ist mein Leib.                                                                                             |
| Ebenso nahm er auch den Kelch und sprach: | Und ebenso nach dem Mahl, indem er den Kelch nahm, sagte er Dank, gab ihnen den, wobei er sprach:                            |
| Dies ist mein Blut, das für euch vergossen wird. Wenn ihr dies tut, tut ihr es zu meinem Gedächtnis. | Nehmt, trinkt das Blut, das für viele vergossen wird zur Vergebung der Sünden.                                               |

## Liturgien des Ostens
Kyrill von Jerusalem schrieb, die Wandlung von Brot und Wein in Leib und Blut Christi erfolge bei der Epiklese: „Nachdem wir uns durch diese geistigen Lobgesänge geheiligt haben, rufen wir die Barmherzigkeit Gottes an, daß er den Hl. Geist auf die Opfergaben herabsende, um das Brot zum Leibe Christi, den Wein zum Blute Christi zu machen. Denn was der Hl. Geist berührt, ist völlig geheiligt und verwandelt.“ Dieses Verständnis ist in der Orthodoxie vorherrschend, doch interpretieren moderne orthodoxe Theologen auch die gesamte Liturgie als Wandlung. Isidor von Kiew bezeichnete die Einsetzungsworte als Samen, der bei der Epiklese aufgehe.
| Chrysostomos-Anaphora | Basilios-Anaphora | Jakobus-Anaphora | Armenische Athanasios-Anaphora |
| --- | --- | --- | --- |
| Als er gekommen war und die ganze Heilsordnung für uns erfüllt hatte, nahm er in der Nacht, in der er ausgeliefert wurde oder vielmehr sich selbst hingab für das Leben der Welt, das Brot in seine heilgen, reinen und unbefleckten Hände, dankte und segnete, heiligte, brach es, gab es seinen heiligen Jüngern und Aposteln und sprach: | Er hat uns auch als Gedächtnis seines heilbringenden Leibes dies hinterlassen, was wir nach seinem Gebot dir vorgelegt haben. Denn als er sich anschickte, in seinen freiwilligen, unvergeßlichen und lebendigmachenden Tod hinauszugehen, in der Nacht, in der er sich selbst hingab für das Leben der Welt, nahm er das Brot in seine heiligen und reinen Hände, bot es dir, Gott, dem Vater, dar, dankte, segnete, heiligte, brach es, gab es seinen heiligen Jüngern und sprach: | Als sich der Sündelose für uns Sünder dem freiwilligen und lebendigmachenden Tode am Kreuze unterziehen wollte, nahm er in der Nacht, in welcher er verraten wurde oder vielmehr sich selbst für das Leben und Heil der Welt hingab, das Brot in seine heiligen, unbefleckten, reinen und unsterblichen Hände, blickte zum Himmel auf, zeigte es Dir, Gott und Vater, dankte, heiligte, brach und gab es seinen heiligen Jüngern und Aposteln, indem er sprach: | Er nahm das Brot in seine heiligen, göttlichen, unsterblichen, makellosen und schöpferischen Hände; er segnete es, dankte, brach es und gab es seinen erwählten, heiligen Jüngern, die da saßen, wobei er sagte: |
| Nehmt und eßt, das ist mein Leib, der für euch gebrochen wird zur Vergebung der Sünden. | Nehmt und eßt, das ist mein Leib, der für euch gebrochen wird zur Vergebung der Sünden. | Nehmet, esset! Dies ist mein Leib, der für euch gebrochen und hingegeben wird zur Vergebung der Sünden. | Nehmet, esset! Dies ist mein Leib, der ausgeteilt wird für euch und für viele, zur Sühne und Vergebung der Sünden.                                                                                               |
| Ebenso nahm er nach dem Mahl den Kelch und sprach: | Ebenso nahm er den Kelch von der Frucht des Weinstocks, mischte ihn, dankte, segnete, heiligte ihn, gab ihn seinen heiligen Jüngern und Aposteln und sprach: | Ebenso nahm er nach dem Essen den Kelch, mischte ihn mit Wein und Wasser, blickte zum Himmel auf, zeigte ihn Dir, Gott dem Vater, dankte, heiligte, segnete ihn, erfüllte ihn mit dem Heiligen Geiste, gab ihn seinen heiligen und seligen Jüngern, indem er sprach: | Ebenso, indem er den Kelch nahm, segnete er ihn, dankte, trank und gab ihn seinen erwählten, heiligen Jüngern, die da saßen, wobei er sagte:                                                                     |
| Trinket alle daraus, das ist mein Blut, das Blut des Neuen Bundes, das für euch und für viele vergossen wird zur Vergebung der Sünden. | Trinket alle daraus, das ist mein Blut, das Blut des Neuen Bundes, das für euch und für viele vergossen wird zur Vergebung der Sünden. | Trinket alle daraus; dies ist mein Blut, das Blut des neuen Bundes, das für euch und für viele vergossen und hingegeben wird zur Vergebung der Sünden. | Trinket alle daraus. Dies ist mein Blut des neuen Bundes, das für euch und für viele vergossen wird, zur Sühne und Vergebung der Sünden.                                                                         |

## Liturgien des Westens
Grundlegend für die westkirchliche Entwicklung sind die Ausführungen des Ambrosius von Mailand zu den Einsetzungsworten: „Schau auf die Einzelheiten: Am Tag vor seinem Leiden, heißt es, nahm er das Brot in seine heiligen Hände. Bevor die Konsekration vollzogen wird, ist es Brot. Sobald aber die Worte Christi hinzugekommen sind, ist es der Leib Christi.“ Als Worte Christi heben sie sich von den umgebenden Menschenworten im Hochgebet ab. „Der Priester wechselt dabei aus seinen eigenen Worten in die Worte Christi, und es ist letztlich die Christusrede, die die Wandlung geschehen lässt.“ Dass der Zelebrant mimetisch in die Christusrolle geht, wird durch die Rubriken im Römischen Messbuch unterstrichen: „Er nimmt das Brot, erhebt es ein wenig über dem Altar“, „er erhebt die Augen“ usw. Eine liturgische Inszenierung von Brot- und Kelchwort gibt es auch im evangelischen Raum. In den Rubriken des Evangelischen Gottesdienstbuchs kommt sie nicht vor.

### Römisch-katholische Kirche
Das Missale Romanum kannte bis einschließlich der von Papst Johannes XXIII. im Jahr 1962 herausgegebenen Editio typica nur einen Canon Missae, den Canon Romanus. Das nach der Liturgiereform des Zweiten Vatikanischen Konzils von Papst Paul VI. herausgegebene Missale Romanum (Editio typica 1970, Editio typica tertia 2002) enthält vier Hochgebete (Prex eucharistica I–IV) zur Auswahl, in der dritten Auflage kamen zwei approbierte Hochgebete mit dem Thema „Versöhnung“, ein Hochgebet für Gehörlose und drei Hochgebete für Messfeiern mit Kindern hinzu. Für das deutsche Sprachgebiet erschien 1975 die Erstausgabe des Messbuchs (2. Auflage 1988). Der Wortlaut der vier Hochgebete in deutscher Fassung fand sich auch im Gotteslob (1975) (Nr. 360 und 367 bis 369). Im neuen Gotteslob (2013, Nr. 588) findet sich nur das Zweite Hochgebet in der lateinischen und deutschen Fassung.
Gegenüber dem Canon Missae in der Fassung von 1962 wurde auch der Text des Brotwortes und des Kelchwortes im Ersten Hochgebet (Canon Romanus) geändert, so dass jetzt in allen Hochgebeten diese Herrenworte gleichlautend sind.
Bedeutsam ist, dass durch das Zweite Vatikanische Konzil die Feier der heiligen Messe einschließlich des Hochgebets in den Muttersprachen ermöglicht wurde. Auch wird das Hochgebet mit den Wandlungsworten vom Zelebranten in der Gemeindemesse jetzt laut gesprochen, während vorher für die Wandlungsworte galt: profert verba consecrationis secrete, distincte, et attente – ‚Er trägt die [lateinischen] Konsekrationsworte leise, deutlich und aufmerksam vor‘. Die Einsetzungsworte können auch gesungen werden. Die Gemeinde hört bis auf die vorgesehenen Akklamationen schweigend zu.
Der Einsetzungsbericht lautet in der Fassung von 1962 und in den seit 1970 gültigen Fassungen:
| Canon Missae (1962) | Prex eucharistica I seu Canon Romanus (1970, 2002) | Erstes Hochgebet Der Römische Messkanon | Zweites Hochgebet | Drittes Hochgebet | Viertes Hochgebet |
| Qui pridie quam pateretur, accepit panem in sanctas ac venerabiles manus suas, et elevatis oculis in cælum ad te Deum, Patrem suum omnipotentem, tibi gratias agens, benedixit, fregit, deditque discipulis suis, dicens:               | Qui, prídie quam paterétur, accépit panem in sanctas ac venerábiles manus suas, et elevátis óculis in caelum ad te Deum Patrem suum omnipoténtem, tibi grátias agens benedíxit, fregit, dedítque discípulis suis, dicens: | Am Abend vor seinem Leiden nahm er das Brot in seine heiligen und ehrwürdigen Hände, erhob die Augen zum Himmel, zu dir, seinem Vater, dem allmächtigen Gott, sagte dir Lob und Dank, brach das Brot, reichte es seinen Jüngern und sprach: | Denn am Abend, an dem er ausgeliefert wurde und sich aus freiem Willen dem Leiden unterwarf, nahm er das Brot und sagte Dank, brach es, reichte es seinen Jüngern und sprach:               | Denn in der Nacht, da er verraten wurde, nahm er das Brot und sagte Dank, brach es, reichte es seinen Jüngern und sprach:                                                                   | Da er die Seinen liebte, die in der Welt waren, liebte er sie bis zur Vollendung. Und als die Stunde kam, da er von dir verherrlicht werden sollte, nahm er beim Mahl das Brot und sagte Dank, brach das Brot, reichte es seinen Jüngern und sprach: |
| Accipite, et manducate ex hoc omnes. HOC EST ENIM CORPUS MEUM. | Accípite et manducáte ex hoc omnes: hoc est enim Corpus meum, quod pro vobis tradetur. | Nehmet und esset alle davon: Das ist mein Leib, der für euch hingegeben wird. | Nehmet und esset alle davon: Das ist mein Leib, der für euch hingegeben wird. | Nehmet und esset alle davon: Das ist mein Leib, der für euch hingegeben wird. | Nehmet und esset alle davon: Das ist mein Leib, der für euch hingegeben wird. |
| Simili modo postquam cœnatum est, accipiens et hunc præclarum calicem in sanctas ac venerabiles manus suas: item tibi gratias agens, benedixit, deditque discipulis suis, dicens:                                                       | Símili modo, postquam cenátum est, accípiens et hunc praeclárum cálicem in sanctas ac venerábiles manus suas, item tibi grátias agens benedíxit, dedítque discípulis suis, dicens:                                        | Ebenso nahm er nach dem Mahl diesen erhabenen Kelch in seine heiligen und ehrwürdigen Hände, sagte dir Lob und Dank, reichte den Kelch seinen Jüngern und sprach:                                                                           | Ebenso nahm er nach dem Mahl den Kelch, dankte wiederum, reichte ihn seinen Jüngern und sprach:                                                                                             | Ebenso nahm er nach dem Mahl den Kelch, dankte wiederum, reichte ihn seinen Jüngern und sprach:                                                                                             | Ebenso nahm er den Kelch mit Wein, dankte wiederum, reichte den Kelch seinen Jüngern und sprach: |
| Accipite, et bibite ex eo omnes. HIC EST ENIM CALIX SANGUINIS MEI, NOVI ET ÆTERNI TESTAMENTI: MYSTERIUM FIDEI: QUI PRO VOBIS ET PRO MULTIS EFFUNDETUR IN REMISSIONEM PECCATORUM. Hæc quotiescumque feceritis, in mei memoriam facietis. | Accípite et bíbite ex eo omnes: hic est enim calix Sánguinis mei novi et aetérni testaménti, qui pro vobis et pro multis effundétur in remissionem peccatorum. Hoc fácite in meam commemorationem.                        | Nehmet und trinket alle daraus: Das ist der Kelch des neuen und ewigen Bundes, mein Blut, das für euch und für alle vergossen wird zur Vergebung der Sünden. Tut dies zu meinem Gedächtnis.                                                 | Nehmet und trinket alle daraus: Das ist der Kelch des neuen und ewigen Bundes, mein Blut, das für euch und für alle vergossen wird zur Vergebung der Sünden. Tut dies zu meinem Gedächtnis. | Nehmet und trinket alle daraus: Das ist der Kelch des neuen und ewigen Bundes, mein Blut, das für euch und für alle vergossen wird zur Vergebung der Sünden. Tut dies zu meinem Gedächtnis. | Nehmet und trinket alle daraus: Das ist der Kelch des neuen und ewigen Bundes, mein Blut, das für euch und für alle vergossen wird zur Vergebung der Sünden. Tut dies zu meinem Gedächtnis.                                                          |

Die Abendmahlsparadosis (Überlieferung) bindet die christliche Mahlfeier an eine Zeichenhandlung, in der der irdische Jesus sein ihm bevorstehendes Leiden und Sterben „für die Vielen“ prophetisch deutete. Diese Kultätiologie in Form der Proklamation des Stiftungsereignisses beim letzten Mahl Jesu mit den zwölf Jüngern begründet also, warum Christen Eucharistie feiern. Besonders deutlich wird dies im IV. Hochgebet: „Da er die Seinen liebte, die in der Welt waren, liebte er sie bis zur Vollendung. Und als die Stunde kam, da er von dir verherrlicht werden sollte, nahm er beim Mahl das Brot.“ Im Hochgebet ist der Einsetzungsbericht ein Einschub, in dem sich die feiernde Kirche vergewissert, dass sie dem Auftrag Jesu („Tut dies zu meinem Gedächtnis“) entsprechend handelt.
Erster Adressat des Hochgebets ist Gott, der in manchen Formularen, so im Canon Romanus, ausdrücklich in Du-Form angesprochen wird. Es handelt sich also nicht eigentlich um einen Bericht, sondern um ein Gebet: eine „an Gott gerichtete und durch die Stiftung Jesu autorisierte Sprechhandlung, durch die im lobpreisenden Gedenken (anamnetischer Teil) und darauf gründenden Bitten (epikletischer Teil) durch den Hl. Geist Gemeinschaft mit dem Herrn und Teilhabe an seinem Erlösungswerk erbeten und erlangt wird“ (Hans Bernhard Meyer). Durch das Hochgebet als performative Sprechhandlung soll „die Sinngestalt des lobpreisenden Gedenkopfers der Kirche so zum Ausdruck gebracht werden, dass es nicht vieler Erklärungen bedarf“.

Nach abendländischer Tradition (die seit Ambrosius belegt ist) bewirkt Christus selbst durch die Abendmahlsworte, die im Einsetzungsbericht in direkter Rede formuliert sind, die Heiligung (Konsekration) und Verwandlung der eucharistischen Gaben (Brot und Wein). Diese Worte nennt man daher auch Konsekrationsworte bzw. Wandlungsworte, in Kurzform diese und sogar den ganzen Einsetzungsbericht ungenau Wandlung. Gemeinsame Überzeugung der römisch-katholischen Kirche wie der Ostkirchen ist es, dass die Verwandlung von Brot und Wein kein Menschenwerk ist, sondern durch den Heiligen Geist geschieht. Darum beten diese Kirchen im Hochgebet um die Herabkunft des Heiligen Geistes auf die Gaben sowie auf die Gläubigen, die sie in der Kommunion empfangen, um selbst in den mystischen Leib Christi einbezogen zu werden.
Jedoch bei genauerer Betrachtung fällt auf, dass die Einsetzungsworte nur (biblische) Begründung der Wandlung sind, das heißt, die Konsekration an dieser Stelle nicht unbedingt erfolgt. Tatsächlich ist es so, dass die Orthodoxie davon ausgeht, dass die Konsekration während der Epiklese (der Herabrufung des Heiligen Geistes) erfolgt. Dem wird dadurch besonderer Ausdruck verliehen, dass die Epiklese, anders als in der katholischen und der alexandrinischen Liturgie, erst nach den Einsetzungsworten folgt.
Im Jahre 2001 wurde von der römisch-katholischen Kirche die Gültigkeit der Anaphora der Apostel Addai und Mari der ostsyrischen Liturgie, die bei den nicht-unierten Assyrern keinen expliziten Einsetzungsbericht enthält, anerkannt, das heißt, auch ohne Einsetzungsworte ist eine Konsekration möglich.
Die heutige katholische Theologie geht davon aus, dass die Wandlung (die Transsubstantiation) während des Hochgebetes erfolgt. Die Wandlung ist im Kontext der gesamten Liturgie zu sehen und kann nicht vom Menschen willkürlich auf einen bestimmten Zeitpunkt fixiert werden. Hans Bernhard Meyer kritisierte, dass die vier Hochgebete in ihren Aussagen zum Opfer nicht von der liturgischen Tradition inspiriert seien, sondern „von einer auf die Realpräsenz und auf den Konsekrationsmoment fixierten Eucharistielehre her konzipiert“ und daher „liturgiegeschichtlich, liturgietheologisch und unter ökumenischer Hinsicht anfechtbar“ seien; aus der Bitte der Kirche um Teilhabe am Opfer Christi sei das Darbringen seines Leibes und Blutes durch die Kirche geworden. Die Texte verleiteten dazu, das Tun des Zelebranten nachahmend (mimetisch) und nicht gedenkend (anamnetisch) zu verstehen. Begleitende und dramatisierende Gesten wie Kniebeuge und Verneigung des Zelebranten, der gesungene Vortrag, das Erheben von Brot und Kelch, Glockenzeichen und kniende Haltung der Gottesdienstgemeinde bedeuteten eine nicht unproblematische Abhebung der Einsetzungsworte von den übrigen anamnetischen Teilen des Hochgebets und verdunkelten den Charakter des lobpreisenden Gebets „über“ den Gaben. Zudem werde durch die gestische Christusanrede, wie Elevation und Kniebeugen von Zelebrant und Gemeinde sie darstellen, die Gebetsrichtung auf den Vater hin durchkreuzt.

### Evangelische Kirchen
Im Evangelischen Gottesdienstbuch wird für die Einsetzungsworte ein Mischtext verwendet, der auf Martin Luthers Deutsche Messe (1526) zurückgeht und als Memoriertext auch im Kleinen Katechismus enthalten ist. Luther legte bei seiner Neufassung den lateinischen Text des damaligen Canon Missae zugrunde und nahm folgende Veränderungen vor:
- Ausschmückungen, die im biblischen Text nicht enthalten sind, wurden entfernt.
- Die Gebetsanreden an Gott-Vater wurden entfernt: „Wir treten nicht ein in Jesu Gebets- und Opferhingabe an seinen himmlischen Vater, sondern werden aufgenommen in Gottes Selbsthingabe an die Welt.“[37]
- Das „für euch“ ist stärker betont.
- Luther versuchte, möglichst viel neutestamentliche Abendmahlsüberlieferung in diesem Mischtext unterzubringen. Die Paulus/Lukas-Tradition ist die Grundlage, die Matthäus/Markus-Tradition wird eingearbeitet.

#### Martin Luther
Luther konzentrierte seine Reform der Messfeier auf die Einsetzungsworte, die er als Kurzfassung des Evangeliums (compendium evangelii) verstand; zusammen mit der Austeilung von Brot und Wein sind sie „elementarer Kern des Abendmahls.“ Diesen Kern können Gebete und lobpreisende Gemeindegesänge rahmen, doch ist das nicht unbedingt notwendig. In Luthers Deutscher Messe von 1526 wurden sie vom Geistlichen im Evangelienton der Gemeinde zugewandt (versus populum) gesungen; so waren sie als Worte Christi und „sein jetzt geltendes und wirkendes Vermächtnis“ besonders hervorgehoben.
Luther löste sich von der Messopferlehre, aber er konnte das altkirchliche Eucharistiegebet nicht wiederherstellen, weil ihm dieses unbekannt war – so der liturgiewissenschaftliche Konsens Ende des 20. Jahrhunderts, der von der Kirchenhistorikerin Dorothea Wendebourg 1997 in Frage gestellt wurde. Gegen die Kritik von Hans-Christoph Schmidt-Lauber, Luther sei durch seine Konzentration auf die Einsetzungsworte „paradoxerweise liturgisch den Weg Roms zu Ende [gegangen]“, macht sie geltend, Luthers Verständnis der Einsetzungsworte sei sachgerecht. Die Einsetzungsworte seien im Hochgebet trotz aller Umformulierungen ein Fremdkörper geblieben, „ein eigenständiger Block, der sich in ein Gebet eingenistet hat.“ Die Eigendynamik der direkten Rede Jesu mit den Imperativen („Nehmt, esst/trinkt, tut dies“) setze sich durch und mache die Christusworte zur „Anrede, die die hier und jetzt sich vollziehende Feier bestimmt.“

#### Evangelisches Gottesdienstbuch
Die Diskussion von Wendebourgs Beitrag fand vor dem Hintergrund der Einführung des Evangelischen Gottesdienstbuchs statt. Diese Agende ist dadurch gekennzeichnet, dass sie (Grundform I, Erste Form) die Einsetzungsworte in ein Eucharistiegebet einbettet und somit wie in der Alten Kirche und vielen Kirchen der heutigen Ökumene als Gebetshandeln versteht, nicht wie in Luthers Deutscher Messe als Verkündigung des Christusworts an die Gemeinde. Kritiker des Gottesdienstbuchs sahen darin katholischen Einfluss bzw. eine „Eucharistisierung“ des Abendmahlsgottesdienstes.
| 1 Kor 11, 23–25 in der Lutherbibel (2017)                                                              | Canon Missae (Übersetzung) | Kleiner Katechismus | Evangelisches Gottesdienstbuch (1999) | Evangelisches Gottesdienstbuch (1999), alternative Fassung für unierte Gemeinden                                         | Liturgie der ev. reformierten Kirchen der deutschsprachigen Schweiz (1983)                                                                              |
| Der Herr Jesus, in der Nacht, da er verraten ward, nahm er das Brot, dankte und brach’s und sprach:    | Am Abend vor seinem Leiden nahm er das Brot in seine heiligen und ehrwürdigen Hände, erhob die Augen zum Himmel, zu dir, seinem Vater, dem allmächtigen Gott, sagte dir Lob und Dank, brach das Brot, reichte es seinen Jüngern und sprach: | Unser HERR Jesus Christus in der Nacht, da er verraten ward, nahm er das Brot, dankt’ und brach’s und gab’s seinen Jüngern und sprach:                                                             | Unser Herr Jesus Christus, in der Nacht, da er verraten ward, nahm er das Brot, dankte und brach’s und gab’s seinen Jüngern und sprach:                                                                                 | Unser Herr Jesus Christus, in der Nacht, in der er dahin gegeben wurde, nahm er das Brot, dankte und brach’s und sprach: | Der Herr Jesus, in der Nacht, da er verraten ward, nahm er das Brot, dankte und brach’s, gab es seinen Jüngern und sprach:                              |
| Das ist mein Leib für euch; das tut zu meinem Gedächtnis.                                              | Nehmet und esset alle davon: Das ist mein Leib. | Nehmet hin, esset, das ist mein Leib, der fur Euch gegeben wird. Solches tut zu meinem Gedächtnis.                                                                                                 | Nehmet hin und esset. Das ist + mein Leib, der für euch gegeben wird. Solches tut zu meinem Gedächtnis. | Das ist mein Leib, der für euch gegeben wird; das tut zu meinem Gedächtnis.                                              | Nehmet, esset, das ist mein Leib, der für euch gegeben wird. Das tut zu meinem Gedächtnis.                                                              |
| Desgleichen nahm er auch den Kelch nach dem Mahl und sprach:                                           | Ebenso nahm er nach dem Mahl diesen erhabenen Kelch in seine heiligen und ehrwürdigen Hände, sagte dir Lob und Dank, reichte den Kelch seinen Jüngern und sprach:                                                                           | Desselbengleichen nahm er auch den Kelch nach dem Abendmahl, dankte und gab ihnen den und sprach:                                                                                                  | Desgleichen nahm er auch den Kelch nach dem Abendmahl, dankte und gab ihnen den und sprach: | Desgleichen nahm er auch den Kelch nach dem Mahl und sprach:                                                             | Und er nahm den Kelch, dankte, gab ihn seinen Jüngern und sprach:                                                                                       |
| Dieser Kelch ist der neue Bund in meinem Blut; das tut, sooft ihr daraus trinkt, zu meinem Gedächtnis. | Nehmet und trinket alle daraus: Das ist der Kelch meines Blutes des neuen und ewigen Bundes – Geheimnis des Glaubens – das für euch und für viele vergossen wird zur Vergebung der Sünden. Sooft ihr dies tut, tut es zu meinem Gedächtnis. | Nehmet hin und trinket alle daraus. Dieser Kelch ist das Neue Testament in meinem Blut, das fur Euch vergossen wird zur Vergebung der Sunden. Solches tut, sooft Ihr trinkt, zu meinem Gedächtnis. | Nehmet hin und trinket alle daraus, dieser Kelch ist der neue Bund / das neue Testament in + meinem Blut, das für euch vergossen wird zur Vergebung der Sünden. Solches tut, sooft ihr’s trinket, zu meinem Gedächtnis. | Dieser Kelch ist der neue Bund in meinem Blut; das tut, sooft ihr daraus trinkt, zu meinem Gedächtnis.                   | Trinket alle daraus. Dieser Kelch ist der neue Bund in meinem Blut, das vergossen wird für euch zur Vergebung der Sünden. Das tut zu meinem Gedächtnis. |

Das Gottesdienstbuch bietet nun (Grundform I) eine Erste Form, in der Anamnese und Epiklese die Einsetzungsworte rahmen und also ein Eucharistiegebet vorliegt, wie es in vielen Kirchen in der Ökumene, auch im Luthertum außerhalb Deutschlands, üblich ist. Daneben gibt es die Zweite Form, in der auf das Vaterunser (als Tischgebet verstanden) direkt die Einsetzungsworte folgen; dies war in der lutherischen Agende I, welche vom Gottesdienstbuch abgelöst wurde, die Normalform. Michael Meyer-Blanck stellte 2011 fest: die Zweite Form werde weiterhin „fast ausschließlich“ gebraucht, das liturgisch reichere Eucharistiegebet habe sich nicht durchgesetzt.
Einer Anregung Luthers folgend, sieht das Gottesdienstbuch beim Tischabendmahl vor, „dass der Empfang von Brot und Wein jeweils nach dem entsprechenden Teil der Einsetzungsworte folgt.“

#### Evangelische Kirche in Deutschland
Die Orientierungshilfe der EKD Das Abendmahl (2003) gibt dem Wortlaut der Einsetzungsworte große Bedeutung: „Nur durch die wörtliche Rezitation der Einsetzungsworte nach einem der neutestamentlichen Zeugen oder in der historischen Mischform der biblischen Texte [= der Textfassung im Evangelischen Gottesdienstbuch] ist sichergestellt, daß das Sakrament gemäß seiner ursprünglichen Intention unverfälscht im Gottesdienst gefeiert wird und nicht durch individuelle theologische Deutungen oder liturgische Einfälle überlagert wird.“ Die Einsetzungsworte sollen, ähnlich dem Vaterunser, bei allen liturgischen Freiheiten des evangelischen Gottesdienstes als unverzichtbarer Minimalbestand die Wiedererkennbarkeit sichern. Unverzichtbar für eine Abendmahlsfeier ist die Rezitation der Einsetzungsworte, Vaterunser, Austeilung und Dankgebet. Wegen ihrer zentralen Bedeutung geben die Einsetzungsworte auch vor, dass Brot und Wein zu jeder Abendmahlsfeier gehören und nicht durch beliebige Nahrungsmittel ersetzbar sind.

#### Freikirchen
In evangelischen Freikirchen ist es üblich, das Abendmahl einzusetzen, indem der biblische Text vorgelesen wird, beispielsweise so: Der Prediger hält in einer Hand die Bibel, in der anderen Hand den Teller mit Brot und liest 1 Kor 11, 23-24 vor; ein Gemeindeglied spricht ein Dankgebet an Jesus. Das Brot wird ausgeteilt. Nun nimmt der Prediger den Kelch in die Hand und liest 1 Kor 11, 25. Ein weiteres Gemeindeglied spricht ein Dankgebet. Die Austeilung des Kelchs schließt sich an.